# St. Laurentius (Obertrubach)

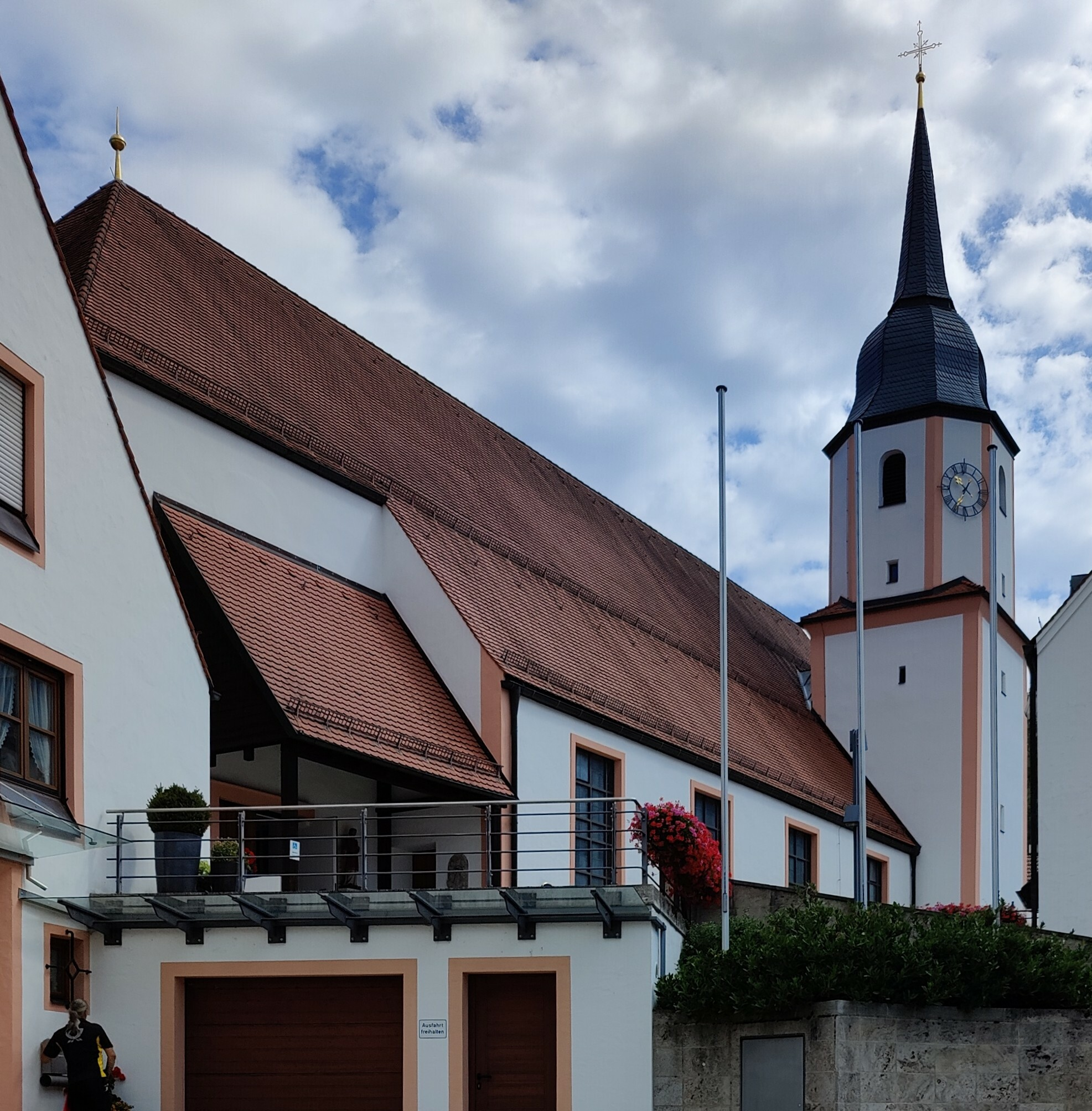
St. Laurentius in Obertrubach

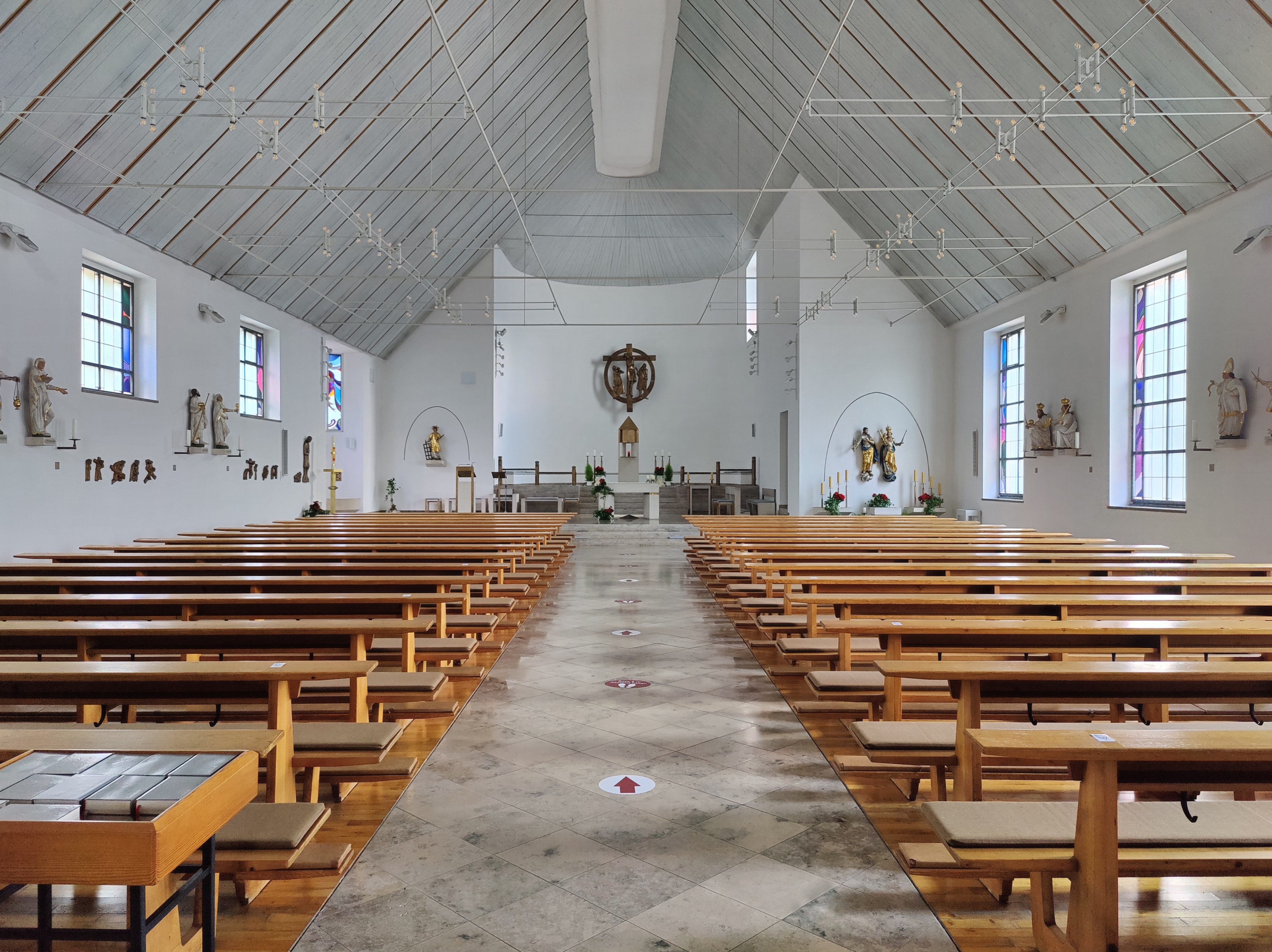
Innenraum (2022)

Die römisch-katholische, denkmalgeschützte Pfarrkirche St. Laurentius steht in Obertrubach, einer Gemeinde im Landkreis Forchheim (Oberfranken, Bayern). Das Bauwerk ist unter der Denkmalnummer D-4-74-156-3 als Baudenkmal in der Bayerischen Denkmalliste eingetragen. Die Pfarrei gehört zum Seelsorgebereich Fränkische Schweiz im Dekanat Forchheim des Erzbistums Bamberg.

## Beschreibung
Das mit einem Walmdach bedeckte Langhaus und der eingezogene, halbrund geschlossene Chor im Osten der Saalkirche wurden 1954 erbaut. Der quadratische Chorflankenturm an der Südwand des Chors stammt im Kern vom spätgotischen Vorgängerbau. Er wurde im 18. Jahrhundert mit einem achteckigen Geschoss aufgestockt, das die Turmuhr und den Glockenstuhl beherbergt, und mit einer schiefergedeckten Glockenhaube bedeckt. Die Statuen der Altäre aus der alten Kirche, u. a. ein heiliger Sebastian, wurden von Johann Michael Doser an den Wänden des Innenraums aufgestellt. Die Orgel wurde 1978 von E. F. Walcker & Cie. gebaut.